# Archidium rothii
Archidium rothii là một loài rêu trong họ Archidiaceae. Loài này được Watts ex G. Roth mô tả khoa học đầu tiên năm 1914.